# Kółka socjalistyczne
Kółka socjalistyczne – jedne z pierwszych form organizacyjnych polskiego ruchu robotniczego i socjalistycznego działającego w latach 1874–1879.

## Historia i charakterystyka
Kółka socjalistyczne, początkowo studenckie, od 1876 r. były zakładane głównie wśród robotników warszawskich. Od 1877 r. kierował nimi Ludwik Waryński. Miały one cele oświatowe i propagandowe. Dzieliły się na kółka przygotowawcze i kółka rewolucyjne, ściśle zakonspirowane, tworzone wśród aktywu kas oporu. Były pierwszą próbą nadania zorganizowanego charakteru żywiołowo rozwijającemu się ruchowi robotniczemu. 
W latach 1878–1880 władze carskie aresztowały wielu czołowych działaczy socjalistycznych. 
Kółka socjalistyczne przygotowywały powstanie Wielkiego Proletariatu.
Do czołowych działaczy kółek socjalistycznych należeli: Henryk Dulęba, Ludwik i Kazimierz Kobylańscy, Stanisław Mendelson, Filipina Płaskowicka, J. Tomaszewski i Ludwik Waryński.